# Beáta
Beáta (nebo Beata) je ženské křestní jméno. Podle českého kalendáře má svátek 25. října.
Původ má v latinském beata, což znamená „blažená, šťastná“.

## Statistické údaje

### Pro jméno Beáta
Následující tabulka uvádí četnost jména v ČR a pořadí mezi ženskými jmény ve srovnání dvou roků, pro které jsou dostupné údaje MV ČR – lze z ní tedy vysledovat trend v užívání tohoto jména:
| Rok       | Četnost   | Pořadí   |
| 1999      | 923       | 227.     |
| 2002      | 985       | 221.     |
| Porovnání | o 62 více | o 6 lépe |
| 2006      | 1380      | 208.     |

Změna procentního zastoupení tohoto jména mezi žijícími ženami v ČR (tj. procentní změna se započítáním celkového úbytku žen v ČR za sledované tři roky 1999-2002) je +7,6%, což svědčí o poměrně značném nárůstu obliby tohoto jména.

### Pro jméno Beata
| Rok       | Četnost   | Pořadí   |
| 1999      | 950       | 226.     |
| 2002      | 962       | 225.     |
| Porovnání | o 12 více | o 1 lépe |
| 2006      | 1187      | 225.     |

Změna procentního zastoupení tohoto jména mezi žijícími ženami v ČR (tj. procentní změna se započítáním celkového úbytku žen v ČR za sledované tři roky 1999–2002) je +2,1%.

## Známé nositelky jména
- Beata Adamovičová – česká lékařka, první manželka Andreje Babiše
- Beate Andersová (* 1968) – bývalá německá atletka
- Beata Bocek (* 1983) – česká zpěvačka
- Beáta Brestenská (* 1955) – slovenská politička
- Beáta Dubasová (* 1963) – slovenská zpěvačka
- Beata Hlavenková (* 1978) – česká jazzová pianistka a skladatelka
- Beáta Hrnčiříková (* 2000) – česká herečka
- Beate Mainka-Jellinghausová (* 1936) – německá střihačka
- Beáta Kaňoková (* 1989) – česká herečka
- Beate Klarsfeld (* 1939) – německá vyšetřovatelka a lovkyně nacistů
- Beate Kochová (* 1967) – bývalá německá atletka
- Beata Maksymowová (1967–2024) – polská reprezentantka v judu
- Beáta Matyášová (* 1979) – česká spisovatelka
- Beate Morgensternová (* 1946) – německá spisovatelka
- Beata Parkanová (* 1985) – česká scenáristka, spisovatelka a režisérka
- Beáta Patakyová (* 1957) – slovenská učitelka a léčitelka
- Beata Poźniak (* 1960) – polsko-americká herečka a režisérka
- Beata Rajská (* 1962) – česká módní návrhářka
- Beata Szydłová (* 1963) – polská politička
- Beata Tyszkiewicz (* 1938) – polská herečka
- Beate Uhse (1919–2001) – německá pilotka a podnikatelka
- Beata Grigorjevna Voronova (1926–2017) – ruská japanoložka